# Clergé anglican
Le clergé anglican, est composé de clercs, c'est-à-dire de membre du clergé de la Communion anglicane. L'état de clergyman n'implique pas un rôle social précis : il peut être recteur (rector), curé (vicar), ou vicaire (curate). En revanche, il joue un rôle important dans la société et la culture anglaise traditionnelle, notamment parce que cette profession est souvent choisie par des fils cadets de bonne famille. C'est pourquoi le clergyman anglican est un personnage fréquemment mis au premier plan dans de nombreux romans anglais. 

## Position sociale
En application des règles de primogéniture, seul le fils aîné héritait du domaine familial pour éviter de disperser celui-ci. De ce fait, les fils cadets de bonne famille se voyaient souvent octroyer par leur père le bénéfice (en anglais, living) d'une cure, qui leur permettait de disposer d'un revenu suffisant en remplissant un emploi qui était loin d'être à temps plein. Un fils cadet de bonne famille pouvait ainsi hésiter entre un emploi de clergyman et une carrière - plus prestigieuse mais plus difficile et dangereuse - dans l'armée ou dans la Royal Navy. 
Les clergymen étaient bien souvent formés par des études de haut niveau : il n'était pas rare de rencontrer des clergymen diplômés de l'université d'Oxford (c'était le cas de George Austen) ou de l'université de Cambridge (c'était le cas de Patrick Brontë).

## Revenus auxXVIIIesiècleetXIXesiècle
Les revenus d'un clergyman varient grandement selon le « bénéfice » (living) de la paroisse qui lui est attribuée. Si une petite paroisse rurale pauvre, comme celle de Steventon, pouvait ne rapporter qu'une centaine de livres par an,, une belle paroisse pouvait en rapporter près de £1 000.
L'attribution de la cure, et donc du bénéfice qui y est attaché, est du ressort du seigneur du lieu (ce droit d'attribution s'appelle advowson).
Les deux composantes du bénéfice d'une cure proviennent « de la dîme et de la glèbe » (tithe and glebe) revenant à la paroisse rattachée à la cure.

### La dîme

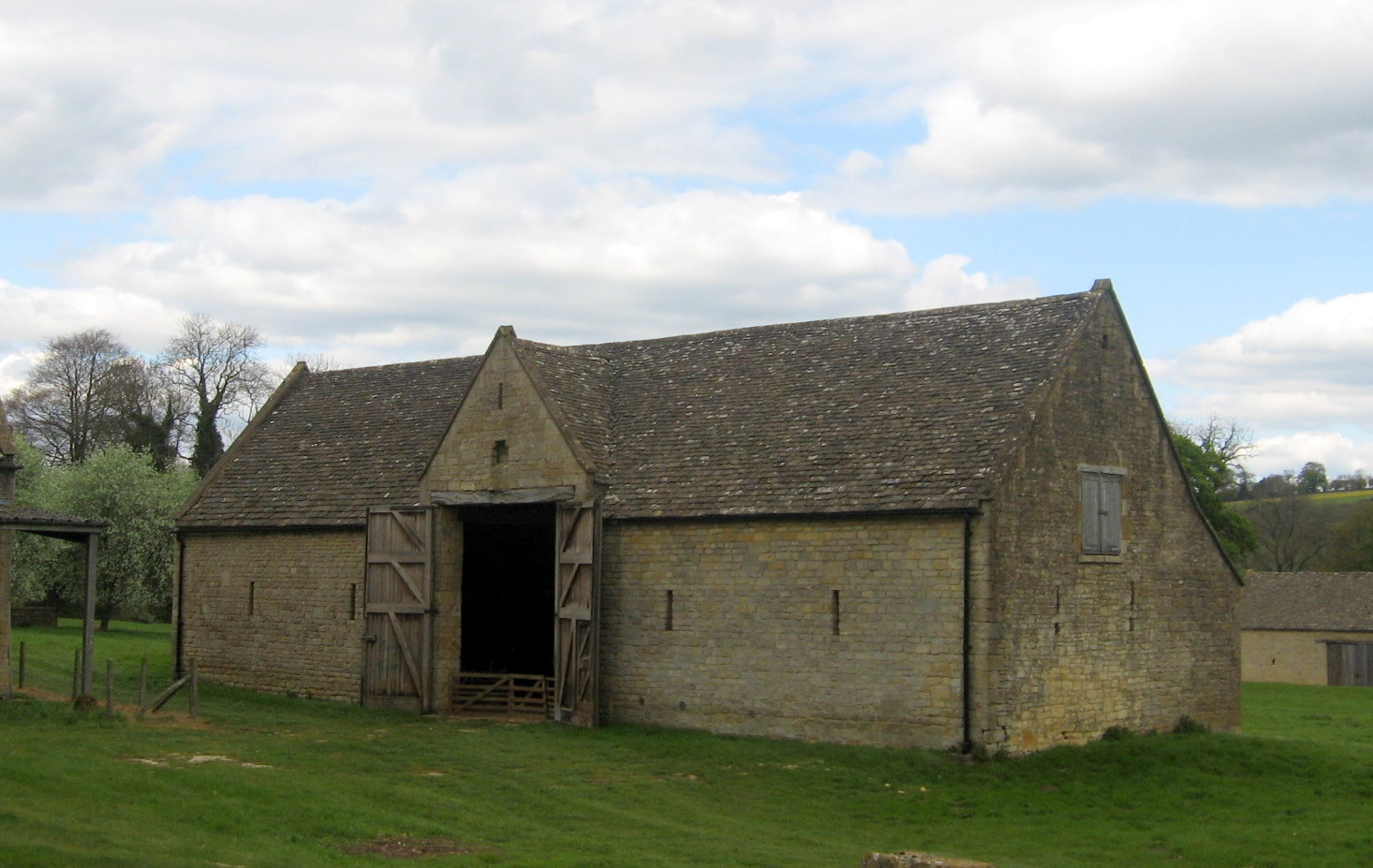
Une « grange dîmière » (tithe barn), dans le Gloucestershire.

La « dîme » (tithe) assure en principe au clergyman 1/10e du produit de toutes les terres cultivées de la paroisse ; elle constitue une sorte d'impôt, qui existe en Angleterre depuis le IXe siècle, et dont le « percepteur » attitré est le clergyman lui-même.
Cependant, le bénéficiaire de la dîme est — de droit — non pas le curé (qui peut ne s'en voir allouer qu'une partie), mais le recteur ; aussi, lorsque, dans Sense and Sensibility, le colonel Brandon informe Edward Ferrars que « Delaford est un rectorat », il l'informe du même coup qu'en se voyant attribuer cette paroisse, Edward Ferrars serait le bénéficiaire de la totalité de la dîme correspondante. Le père de Jane Austen, George, est lui-même « recteur » de Steventon.

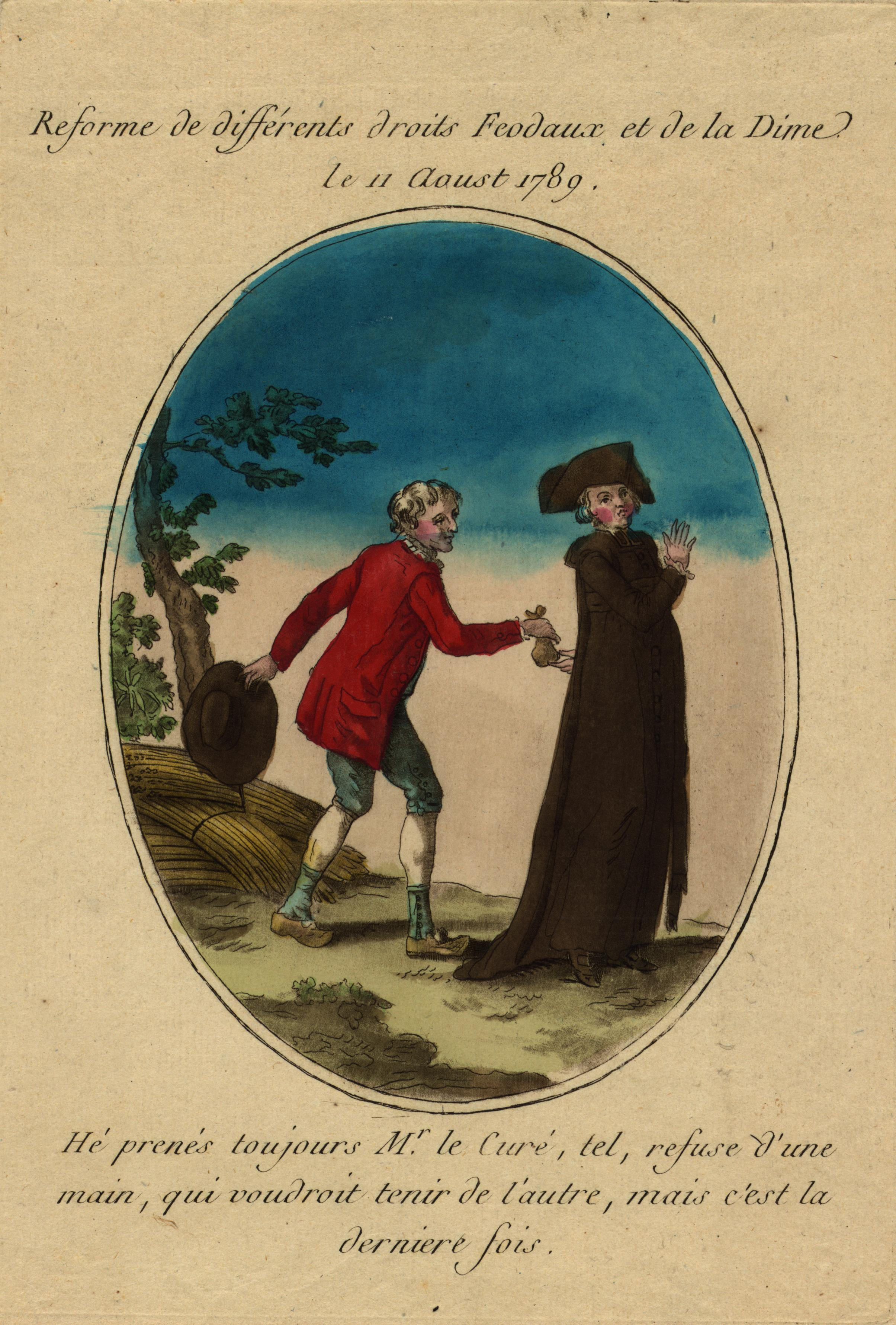
En France comme en Angleterre, la collecte de la dîme par le clergé n'est pas toujours bien accueillie. Gravure française de 1789.

Il faut gérer ce revenu, en allant le collecter. La dîme en effet, dans une économie rurale pauvre, est souvent payée en nature, ce qui conduit le pasteur à disposer d'une tithe barn, d'une « grange dîmière » où il entrepose le produit de sa collecte. Il faut aussi « négocier » avec ses administrés, pour faire rentrer tout ce qui est dû. Ce rôle de collecteur d'impôt n'est pas toujours bien vécu par les habitants de la paroisse, et prend une part importante de l'emploi du temps du curé, voire la première. Le « protecteur » (patron) de la cure ou du rectorat est bien entendu lui-même favorable au développement des revenus ainsi perçus par le titulaire, puisqu'il augmente ainsi la valeur du « bénéfice » qu'il a le pouvoir de vendre ou d'octroyer.
Le « protecteur » de la cure est un personnage majeur de la région. C'est par exemple Lady Catherine de Bourgh, patron de Mr Collins (dans le roman Pride and Prejudice).

### La «glèbe»
La « glèbe », pour reprendre le terme anglais consacré (the glebe), est un terrain donné à l'Église, bien souvent dans un passé lointain, et dont le bénéfice est destiné au clergyman auquel est attribuée la charge correspondante. Ceci fait nécessairement du clergyman un fermier, dont l'activité à ce titre représente une part importante de son temps. Ainsi le pasteur Trulliber, dans le roman de 1742 d'Henry Fielding, Joseph Andrews, consacre-t-il six jours sur sept à ses activités de fermier, et le pasteur Adams, lorsqu'il se rend chez lui, le trouve-t-il « un tablier autour de la taille, un seau à la main, revenant de nourrir ses cochons » ; sans aller jusque là, ce nécessaire travail de fermier réduit encore le temps réellement consacré aux tâches proprement religieuses.

## Dans la littérature
- le Dr Charles Primrose, dansThe Vicar of Wakefield
- le pasteur Abraham Adams, dans Joseph Andrews
- Mr Collins, dans Orgueil et Préjugés
- Mr Elton, dans Emma
- Edward Ferrars, dans Sense and Sensibility
- Edmund Bertram, dans Mansfield Park
- Henry Tilney, dans Northanger Abbey